# Okręg wyborczy nr 24 do Sejmu Polskiej Rzeczypospolitej Ludowej (1989–1991)
Okręg wyborczy nr 24 do Sejmu Polskiej Rzeczypospolitej Ludowej (1989–1991) obejmował Wejherowo oraz gminy Chmielno, Choczewo, Gniewino, Hel, Jastarnia, Kartuzy, Krokowa, Linia, Luzino, Łęczyce, Przodkowo, Puck, Reda, Sierakowice, Somonino, Stężyca, Sulęczyno, Szemud, Wejherowo, Władysławowo i Żukowo (województwo gdańskie). W ówczesnym kształcie został utworzony w 1989. Wybieranych było w nim 4 posłów w systemie większościowym.
Siedzibą okręgowej komisji wyborczej było Wejherowo.

## Wybory parlamentarne 1989

### Mandat nr 96 –Polska Zjednoczona Partia Robotnicza
| Kandydat | I tura | I tura | II tura | II tura |
| Kandydat | Głosów | %      | Głosów  | %       |
| --- | ------ | ------ | ------- | ------- |
| Piotr Lenz | 13 783 | 15,97  | 26 382  | 55,07   |
| Jan Klawiter                                                                                                  | 8448   | 9,79   | 13 350  | 27,87   |
| Ryszard Górny                                                                                                 | 7861   | 9,11   | —       | —       |
| Henryk Elas                                                                                                   | 7726   | 8,95   | —       | —       |
| Wiesław Szlendak                                                                                              | 5045   | 5,85   | —       | —       |
| Andrzej Marsz                                                                                                 | 4818   | 5,58   | —       | —       |
| Mieczysław Meyer                                                                                              | 3479   | 4,03   | —       | —       |
| Liczba głosów ważnych: 86 283 (I tura) • 47 902 (II tura) Źródło: Państwowa Komisja Wyborcza I tura i II tura |        |        |         |         |

### Mandat nr 97 –Zjednoczone Stronnictwo Ludowe
| Kandydat | I tura | I tura | II tura | II tura |
| Kandydat | Głosów | %      | Głosów  | %       |
| --- | ------ | ------ | ------- | ------- |
| Henryk Szarmach                                                                                               | 28 866 | 29,30  | 25 965  | 54,47   |
| Sławomir Szatkowski                                                                                           | 16 727 | 16,98  | 12 902  | 27,07   |
| Wiesław Dumania                                                                                               | 11 654 | 11,83  | —       | —       |
| Liczba głosów ważnych: 98 513 (I tura) • 47 670 (II tura) Źródło: Państwowa Komisja Wyborcza I tura i II tura |        |        |         |         |

### Mandat nr 98 – bezpartyjny
| Kandydat                                                          | Głosów | %     |
| ----------------------------------------------------------------- | ------ | ----- |
| Antoni Furtak                                                     | 84 291 | 78,16 |
| Henryk Torbicki                                                   | 17 561 | 16,28 |
| Liczba głosów ważnych: 107 850 Źródło: Państwowa Komisja Wyborcza |        |       |

### Mandat nr 433 –Stronnictwo Demokratyczne
| Kandydat                                                         | Głosów | %     |
| ---------------------------------------------------------------- | ------ | ----- |
| Zbigniew Rudnicki                                                | 20 425 | 43,00 |
| Zygmunt Skrzypek                                                 | 13 009 | 27,39 |
| Liczba głosów ważnych: 47 504 Źródło: Państwowa Komisja Wyborcza |        |       |